# Amblypodia tristis
Amblypodia tristis är en fjärilsart som beskrevs av Johannes Karl Max Röber 1887. Amblypodia tristis ingår i släktet Amblypodia och familjen juvelvingar. Inga underarter finns listade i Catalogue of Life.